# Rokytne (Riwne)
Rokytne (ukrainisch Рокитне; russisch Ракитное/Rakitnoje, polnisch Rokitno) ist ein Dorf in der Oblast Riwne in der Ukraine.
Das nördlich der Stadt Kostopil liegende Dorf ist vollständig von Wald umgeben und liegt an der Bahnstrecke Riwne–Luninez.
Während es vorher im Gouvernement Wolhynien im Russischen Reich lag, kam es nach dem Ersten Weltkrieg im Jahre 1921 zu Polen und lag in der Gmina Kostopil, 1939 wurde das Dorf in die Sowjetunion eingegliedert. Nachdem es dann von 1941 bis 1944 von Deutschland besetzt worden war, kam der Ort nach dem Ende des Zweiten Weltkrieges wieder zur Sowjetunion und ist seit 1991 ein Teil der heutigen Ukraine.
Am 12. Juni 2020 wurde das Dorf ein Teil neu gegründeten Stadtgemeinde Kostopil im Rajon Kostopil; bis dahin war es seit dem 26. Februar 2016 ein Teil der neugegründeten Landgemeinde Piskiw (Пісківська сільська громада/Piskiwska silska hromada), bis dahin gehörte das Dorf zur Landratsgemeinde Piskiw im Osten des Rajons Kostopil.
Am 17. Juli 2020 wurde der Ort Teil des Rajons Riwne.